# روبرت ريان (ممثل)
روبرت ريان (بالإنجليزية: Robert Ryan)‏ (و. 1909 – 1973 م) هو ممثل أفلام، وممثل مسرحي، وممثل تلفزي أمريكي، ولد في شيكاغو، كان عضوًا في الحزب الديمقراطي الأمريكي، توفي في نيويورك، عن عمر يناهز 64 عاماً، بسبب سرطان الرئة.

## التعليم
تعلم في كلية دارتموث.

## الخدمة العسكرية
خدم في قوات مشاة بحرية الولايات المتحدة.

## وصلات خارجية
- روبرت ريان على موقع IMDb (الإنجليزية)
- روبرت ريان على موقع الموسوعة البريطانية (الإنجليزية)
- روبرت ريان على موقع روتن توميتوز (الإنجليزية)
- روبرت ريان على موقع ألو سيني (الفرنسية)
- روبرت ريان على موقع ميوزك برينز (الإنجليزية)
- روبرت ريان على موقع تيرنر كلاسيك موفيز (الإنجليزية)
- روبرت ريان على موقع تيرنر كلاسيك موفيز (الإنجليزية)
- روبرت ريان على موقع أول موفي (الإنجليزية)
- روبرت ريان على موقع قاعدة بيانات برودواي على الإنترنت (الإنجليزية)
- روبرت ريان على موقع قاعدة بيانات الأفلام السويدية (السويدية)